# MF Ghost
MF Ghost (Nhật: MFゴースト Hepburn: MF Gōsuto) là một loạt manga sáng tác bởi Shigeno Shūichi. Bộ truyện được đăng thường kỳ trên Shūkan Young Magazine của Kōdansha từ tháng 9 năm 2017, các chương trong truyện sau đó được tổng hợp thành các tập tankōbon riêng lẻ. Bộ truyện đã kết thúc vào ngày 17 tháng 2 năm 2025. Một bản chuyển thể anime do Felix Film thực hiện lên sóng truyền hình từ tháng 10 đến tháng 12 năm 2023; mùa thứ hai lên sóng từ tháng 10 năm 2024. Tính đến tháng 1 năm 2023, bộ truyện lưu hành hơn 4 triệu bản.

## Cốt truyện
Vào những năm 2020, loại xe với động cơ đốt trong bị ngừng sản xuất trên toàn cầu, để nhường chỗ cho xe điện tự lái ra đời. Tuy nhiên tại Nhật Bản, có một nơi hội tụ những con người còn lái xe động cơ đốt trong: đó là giải đua xe "MFG", được tổ chức trên đường đua công cộng. Kanata Livington, một thanh niên 19 tuổi mang hai dòng máu Anh-Nhật vừa tốt nghiệp trường đua xe tại Anh quốc, sẽ trở về Nhật Bản để tham dự giải đua MFG. Ngoài ra, Kanata còn một mục đích khác: tìm kiếm người cha Nhật Bản thất lạc lâu năm của mình.

## Nhân vật
Kanata Livington (カナタ・リヴィントン Kanata Rivu~inton)
Lồng tiếng bởi: Uchida Yūma
Một thanh niên 19 tuổi mang hai dòng máu Anh-Nhật vừa tốt nghiệp trường đua xe tại Anh quốc, nay trở về Nhật Bản để tham dự giải đua MFG. Trên đường đua, anh thường sử dụng biệt danh "Katagiri Kanata" (片桐 夏向).
Saionji Ren (西園寺 恋)
Lồng tiếng bởi: Sakura Ayane
Aiba Shun (相葉 瞬)
Lồng tiếng bởi: Ono Daisuke
Ogata (緒方)
Lồng tiếng bởi: Hatanaka Tasuku
Okuyama Hiroya (奥山 広也)
Lồng tiếng bởi: Sakaguchi Shūhei
Michael Beckenbauer (ミハイル・ベッケンバウアー)
Lồng tiếng bởi: Kamiya Hiroshi
Ishigami Fūjin (石神 風神)
Lồng tiếng bởi: Yasumoto Hiroki
Akaba Kaito (赤羽 海人)
Lồng tiếng bởi: Suwabe Jun'ichi
Ōishi Daigo (大石 代吾)
Lồng tiếng bởi: Namikawa Daisuke
Sawatari Kōki (沢渡 光輝)
Lồng tiếng bởi: Ōsaka Ryōta
Sakamoto Yūdai (坂本 雄大)
Lồng tiếng bởi: Sakurai Tōru
Yanagida Takuya (柳田 拓也)
Lồng tiếng bởi: Sakata Shōgo
Ōtani Yōsuke (大谷 洋介)
Lồng tiếng bởi: Ishikawa Kaito
Jackson Taylor (ジャクソン・テイラー)
Lồng tiếng bởi: Nakamura Yūichi
E. Hanninen (E・ハンニネン)
Lồng tiếng bởi: Miyake Kenta
Maezono Kazuhiro (前園 和宏)
Lồng tiếng bởi: Miyazono Takumu
Yashio Kakeruo (八潮 翔)
Lồng tiếng bởi: Tanabe Kousuke
Kitahara Nozomi (北原 望)
Lồng tiếng bởi: Serizawa Yū
Moroboshi Sena (諸星 瀬名)
Lồng tiếng bởi: Yashiro Taku
Fumihiro Hiroshi (上有 史浩)
Lồng tiếng bởi: Hosoi Osamu
Ryou Takahashi (リョウ・タカハシ)
Lồng tiếng bởi: Koyasu Takehito
Tanaka Yōji (田中 洋二)
Lồng tiếng bởi: Koube Tatsuki
Kurihara Kyōko (栗原 京子)
Lồng tiếng bởi: Iida Yuuko
Kogashiwa Kai (小柏 カイ)
Lồng tiếng bởi: Canna Nobutoshi
Akiyama Wataru (秋山 渉)
Lồng tiếng bởi: Matsumoto Yasunori
Takahashi Keisuke (高橋 啓介)
Lồng tiếng bởi: Seki Tomokazu
Takeuchi Itsuki (武内 樹)
Lồng tiếng bởi: Iwata Mitsuo
Iketani Kōichirō (池谷 浩一郎)
Lồng tiếng bởi: Yao Kazuki
Kenji (健二)
Lồng tiếng bởi: Takagi Wataru

## Truyền thông

### Manga
MF Ghost được sáng tác bởi Shigeno Shūichi. Bộ truyện được đăng thường kỳ trên tạp chí seinen manga Shūkan Young Magazine của nhà xuất bản Kōdansha vào ngày 4 tháng 9 năm 2017. Bộ truyện có liên quan đến tác phẩm trước của Shigeno là Initial D. Vào tháng 10 năm 2018, Shigeno cho biết tiến độ hoàn thành của manga là khoảng 1/5. Kodansha đã biên soạn các chương trong truyện thành từng tập tankōbon riêng lẻ. Tập truyện đầu tiên được phát hành vào ngày 5 tháng 1 năm 2018. Bộ truyện đã kết thúc vào ngày 17 tháng 2 năm 2025.
Kodansha USA và Comixology xuất bản manga dưới dạng kỹ thuật số tại Bắc Mĩ từ ngày 11 tháng 1 năm 2022.

#### Danh sách tập truyện
| #  | Ngày phát hành                                                | ISBN                                                            |
| -- | ------------------------------------------------------------- | --------------------------------------------------------------- |
| 1  | 5 tháng 1, 2018                                               | 978-4-06-510707-2                                               |
| 2  | 7 tháng 5, 2018                                               | 978-4-06-511451-3                                               |
| 3  | 6 tháng 9, 2018 (bản thường) 6 tháng 9, 2018 (bản đặc biệt)   | 978-4-06-512819-0 (bản thường) 978-4-06-513567-9 (bản đặc biệt) |
| 4  | 4 tháng 1, 2019 (bản thường) 4 tháng 1, 2019(bản đặc biệt)    | 978-4-06-514160-1 (bản thường) 978-4-06-514770-2 (bản đặc biệt) |
| 5  | 7 tháng 5, 2019 (bản đặc biệt) 7 tháng 5, 2019 (bản đặc biệt) | 978-4-06-515459-5 (bản thường) 978-4-06-515460-1 (bản đặc biệt) |
| 6  | 6 tháng 9, 2019(bản thường) 6 tháng 9, 2019 (bản đặc biệt)    | 978-4-06-516937-7 (bản thường) 978-4-06-516990-2 (bản đặc biệt) |
| 7  | 6 tháng 1, 2020                                               | 978-4-06-518212-3                                               |
| 8  | 7 tháng 5, 2020 (bản thường) 7 tháng 5, 2020 (bản đặc biệt)   | 978-4-06-519539-0 (bản thường) 978-4-06-519540-6 (bản đặc biệt) |
| 9  | 4 tháng 9, 2020                                               | 978-4-06-520686-7                                               |
| 10 | 6 tháng 1, 2021                                               | 978-4-06-522013-9                                               |
| 11 | 6 tháng 5, 2021                                               | 978-4-06-523334-4                                               |
| 12 | 6 tháng 9, 2021                                               | 978-4-06-524746-4                                               |
| 13 | 6 tháng 1, 2022                                               | 978-4-06-526477-5                                               |
| 14 | 6 tháng 5, 2022                                               | 978-4-06-527778-2                                               |
| 15 | 6 tháng 9, 2022                                               | 978-4-06-529070-5                                               |
| 16 | 6 tháng 2, 2023                                               | 978-4-06-530383-2                                               |
| 17 | 6 tháng 6, 2023                                               | 978-4-06-532029-7                                               |
| 18 | 5 tháng 10, 2023                                              | 978-4-06-532029-7                                               |
| 19 | 6 tháng 2, 2024                                               | 978-4-06-534599-3                                               |
| 20 | 6 tháng 6, 2024                                               | 978-4-06-535826-9                                               |
| 21 | 4 tháng 10, 2024                                              | 978-4-06-537260-9                                               |
| 22 | 6 tháng 2, 2025                                               | 978-4-06-538461-9                                               |
| 23 | 6 tháng 6, 2025                                               | 978-4-06-540180-4                                               |

### Anime
Một bản anime chuyển thể từ manga được công bố vào ngày 4 tháng 1 năm 2022. Loạt phim do Felix Film sản xuất và Naka Tomohito đạo diễn, Yamashita Kenichi hợp tác viết kịch bản với Inari Akihiko, Onda Naoyuki thiết kế nhân vật và Dobashi Akio soạn nhạc nền. Serizawa Yu trình bày bài hát mở đầu "Jungle Fire feat. Motsu",  Akaneya Himika trình bày ca khúc cuối phim là "Stereo Sunset  (Prod. AmPm)". Anime lên sóng truyền hình Nhật Bản từ ngày 2 tháng 10 năm 2023 đến ngày 18 tháng 12 năm 2023.
Mùa thứ hai của anime được công bố sau tập 12 và dự kiến lên sóng vào ngày 6 tháng 10 năm 2024. Dàn nhân sự cũ cũng trở lại sản xuất mùa này. Bài hát chủ đề là "ROCK ME KISS ME feat. MOTSU" trình bày bởi Serizawa Yū.
Medialink cấp phép phát hành bộ anime ở Nam Á và Đông Nam Á. Crunchyroll cấp phép bộ anime cho toàn cầu ngoại trừ khu vực châu Á.

## Đón nhận
Tính đến tháng 1 năm 2019, manga lưu hành hơn 1 triệu bản. Tháng 1 năm 2022, có hơn 3,2 triệu bản được phát hành; con số này tiếp tục tăng lên 4 triệu bản vào tháng 1 năm 2023.